# George Stephen Morrison
Pour les articles homonymes, voir George Morrison.
George Stephen Morrison, né le 7 janvier 1919 à Rome (Géorgie) et mort le 17 novembre 2008 à Coronado (Californie), est un amiral et aviateur naval de la marine des États-Unis. Morrison a été le commandant des forces navales américaines dans le golfe du Tonkin au cours de l'incident du Golfe du Tonkin d'août 1964, qui a servi de prétexte à l'engagement des États-Unis dans la guerre du Viêt Nam. 
Il est le père de Jim Morrison, le chanteur du groupe de rock The Doors,,.

## Biographie
Morrison naît à Rome, en Géorgie, fils de Caroline (née Hoover, 1891-1984) et de Paul Raymond Morrison (1886-1971). Il grandit à Leesburg, en Floride. 
Morrison rejoint la US Naval Academy en 1938. Diplômé en 1941, il reçoit une commission d'enseigne dans la marine américaine, et il est envoyé à Hawaï rejoignant l'équipage du poseur de mines Pruitt (DM-22). Le 7 décembre 1941, Morrison assiste à l'attaque japonaise de Pearl Harbor.
En 1943, il commence son entrainement au vol à la NAS Pensacola, en Floride, qu'il obtient au printemps 1944. Morrison effectue des missions dans le Pacifique pendant la Seconde Guerre mondiale. Il est instructeur sur les programmes d'armement nucléaire après la fin de la guerre, et, pendant la guerre de Corée, il est au centre d'opérations conjointes dans Séoul qui lui valent la Bronze Star.
En 1963, Morrison prend le commandement de la région du porte-avions Bon Homme Richard (CVA-31), le navire amiral de la flotte de la 3e division des transports dans le Pacifique, à la base aérienne d'Alameda, en Californie. 
Morrison est à la tête de la division des transports lors de l'incident du golfe du Tonkin, en 1964, qui a entraîné l'escalade dramatique de la guerre du Viêt Nam. 
En 1966, il est promu contre-amiral, à 46 ans. 
En 1968, il est nommé commandant de la Force 77, le USS Hancock (CVA-19) lui servant de navire amiral. Outre les opérations contre les forces communistes au Nord du Viêt Nam, le groupe de travail intervient, en décembre 1968, pour soutenir les forces sud-coréennes luttant contre les insurgés nord-coréens. Morrison réussit à contenir les forces communistes nord-coréennes, malgré les tentatives des destroyers de la marine russe qui, pour empêcher les opérations de vol, ont tenté de barrer la route à l'USS Hancock. 
En 1972, il est nommé commandant des forces navales des Iles Mariannes. À ce titre, il est responsable des opérations de secours en faveur des réfugiés vietnamiens envoyés à Guam, en 1975, après la chute de Saigon.
L'amiral Morrison est conférencier d'honneur lors de la cérémonie de déclassement du Bon Homme Richard, son premier navire comme amiral, le 3 juillet 1971 à Washington DC, le même jour, son fils, Jim Morrison, décède à Paris, en France à l'âge de 27 ans. Morrison prend sa retraite en 1975.

### Vie privée et famille
Morrison épouse Clara Virginia Clarke (1919-2005), à Hawaii, en 1942. Leur fils James Douglas naît en 1943, à Melbourne, en Floride, où ils vivent à l'époque. Leur fille Anne Robin naît, en 1947, à Albuquerque, au Nouveau-Mexique, et leur fils Andrew Lee, en 1948, à Los Altos, en Californie.
Clara et Stephen apprennent que leur fils Jim fait de la musique rock quand leur autre fils Andrew, leur apporte le premier disque des Doors.
Lors d'une interview, Jim Morrison, affirme que ses parents sont morts, il expliquera plus tard qu'il a préféré les éloigner de sa vie. Jim a très peu parlé de ses parents, il avait décidé de ne plus les voir ni même de leur adresser la parole ; la part de responsabilité de son père dans la guerre du Vietnam l'a éloigné d'eux. Dans les bonus du film When You're Strange, Stephen dit n'avoir jamais trop compris son fils ni son choix de faire de la musique, pensant d'ailleurs qu'il n'était pas fait pour ça, trouvant même qu'il n'était pas doué dans ce domaine. Il admet seulement que Jim avait tout de même su trouver sa place. 
À la retraite, les Morrison s'installent à Coronado et Chula Vista, en Californie. Clara Clarke Morrison meurt, après une longue maladie, à Coronado, le 29 décembre 2005 et Stephen Morrison, le 17 novembre 2008. Son service funèbre privé a lieu, le 24 novembre, à Fort Rosecrans National Cemetery à San Diego, et ses cendres sont dispersées en mer, près de l'endroit où les cendres de sa femme ont été dispersés trois ans plus tôt.